# Varth: Operation Thunderstorm
Varth: Operation Thunderstorm est un jeu vidéo de shoot 'em up développé et édité par Capcom sur CP System en juin 1992,.

## Système de jeu
Ce jeu suit l'histoire d'une catastrophe qui frappe une colonie humaine sur une planète du même nom. La colonie entière est gérée par un superordinateur de septième génération qui contrôle les opérations de toutes les machines de la planète, mais pour les résidents de Varth, Delta-7 a été possédée par l'entité "DUO" (Dimension Unbody Offender), considérée comme un esprit maléfique mais en fait une conscience spatio-temporelle qui a surgi spontanément au sein du superordinateur. DUO est arrivé à la conclusion que l'existence humaine est hostile à la planète, et a donc retourné les défenses de la planète contre sa propre population. Quatre-vingt pour cent de la planète est dévastée par l'événement, et ce n'est que le début du plan de nettoyage de DUO. La dépendance des colons au superordinateur leur a fait perdre la capacité de prendre soin d'eux-mêmes, et n'ont donc aucun moyen de riposter. Le seul espoir pour la colonie réside dans les pilotes de deux avions équipés d'ordinateurs de quatrième génération que DUO ne peut pas contrôler - ils ne sont pas contrôlés par des machines, mais par des humains.

## Portages
- PlayStation Portable : 2006, Capcom Classics Collection Remixed
- PlayStation 2 : 2006, Capcom Classics Collection Volume 2
- Xbox : 2006, Capcom Classics Collection Volume 2